# Ngargotirto
Ngargotirto is een bestuurslaag in het regentschap Sragen van de provincie Midden-Java, Indonesië. Ngargotirto telt 5266 inwoners (volkstelling 2010).